# Gouvernement de Nicolas Grunitzky (2)
Pour les articles homonymes, voir Gouvernement de Nicolas Grunitzky.
Avant ce deuxième gouvernement de Nicolas Grunitzky, son gouvernement du 14 mai 1963 a subi deux remaniement, le 19 septembre 1963 puis le 29 septembre 1964. Le deuxième remaniement voit la suppression du poste de Ministre délégué dont les attributions seraient rattachées à la Présidence de la République.

## Composition
La composition du gouvernement du 7 janvier 1966 est :

### Ministres
- M. Nicolas Grunitzky, Président de la République, Ministre de la Défense nationale
- M. Antoine Meatchi, Vice-président de la République, Ministre des Finances et de l'Économie
- M. André Kuévidjen, Garde des Sceaux, Ministre de la Justice
- M. Georges Apedo-Amah, Ministre des Affaires étrangères
- M. Fousséni Mama, Ministre de l'Intérieur
- M. Samuel Aquéréburu, Ministre des Travaux publics, des Mines, des Transports et des Postes et télécommunications
- M. Pierre Adossala, Ministre du Travail, des Affaires sociales et de la Fonction publique
- M. Jean Agbémégnan, Ministre du Commerce, de l'Industrie et du Tourisme
- M. Léonard Baguilma Ywassa, Ministre de l'Économie rurale
- M. Benoît Malou, Ministre de l'Éducation nationale

### Dispositions particulières
- Le Ministre de la Santé publique est rattaché provisoirement au ministère de la Justice
- Le Ministre de l'Information est rattaché provisoirement à la Présidence de la république